# Daniel Fonseca
Daniel Fonseca Garis (født 13. september 1969 i Montevideo, Uruguay) er en tidligere uruguayansk fodboldspiller, der spillede som angriber hos flere sydamerikanske og europæiske klubber, samt for Uruguays landshold. Af hans klubber kan blandt andet nævnes River Plate i Argentina samt Roma og Juventus i Italien.

## Landshold
Fonseca spillede i årene mellem 1990 og 1997 30 kampe for Uruguays landshold, hvori han scorede elleve mål. Han repræsenterede sit land ved VM i 1990 samt ved Copa América i 1995, hvor uruguayanerne vandt deres 14. sydamerikanske mesterskab.